# モデム
モデム（英: modem）とは、アナログ信号をデジタル信号に、またデジタル信号をアナログ信号に変換することでコンピュータなどの機器が通信回線を通じてデータを送受信できるようにする装置。変復調装置。
変調器 (modulator) と復調器 (demodulator) を組み合わせた装置なので、双方の名称から頭の数文字 (mo + dem) を採り命名されている。

## 概要
デジタル信号を伝送路の特性に合わせたアナログ信号にデジタル変調して送信し、伝送路からのアナログ信号をデジタル信号に復調して受信する。通信方式はITU-Tにより標準化されている。
通信回線の種類に応じた網制御装置 (NCU) を持つものが多く、誤り検出と再送信・データ圧縮などの機能を持つものもある。
単にモデムという場合は、コンピュータをアナログ電話回線（公衆交換電話網）に接続するための変復調装置を意味することが多い。
広義には、コンピュータなどの機器と通信回線の間で信号の相互変換を行って通信を仲介する機器全般をモデムということがある。

### アナログ電話回線用のモデム
アナログ電話回線つまり人と人が音声で会話をするために使っている通話回線を用いてコンピュータ等でデータの送受信を行うための装置である。このタイプのモデムは、平易に言うと、デジタル信号をいわゆる「音」に変換し、またその音を元のデジタル信号に戻す装置である。送信側と受信側がそれぞれモデムを設置することで、音声通話用回線でもデジタル通信を行えるようになる。
このタイプのモデムは (300 - 3400Hz) という周波数帯域を利用し通信する。つまり音声可聴帯域周波数よりはかなり狭い帯域を使用する。（※）。
（※）可聴周波数帯域は、健康な若い人の場合、およそ20Hz から 20000Hzと言われている。公衆交換電話網の通信の品質（周波数特性）は、音声のコミュニケーションが一応できればよい、伝わる音はあまり高品質でなくてもよい、という考えで決定された経緯があり、その結果公衆交換電話網では周波数が高い音は伝わらない。公衆交換電話網が伝える周波数帯域は、健康で若い人の可聴周波数帯域よりもずっと狭い。それにあわせてモデムが使用する周波数帯域も狭められている。
このタイプのモデムの通信速度は300bpsから56kbpsである。
指定した電話番号を発呼してデータ通信を開始したり、外部からの着呼に応答して自動的にデータ通信を開始したりといった機能も備えていることが多い。
- モデムをつかって電話回線経由で遠隔地のコンピュータ・LAN・インターネットなどに接続することをダイヤルアップ接続といい、パソコン通信や、2000年代前半ころまでの個人のインターネット利用では主要な手段として利用された[1]。
- FAX機（ファクシミリ機器）と通信できるモデムをFAXモデム（英語版）という。コンピュータとFAXモデムを組み合わせ電話回線につなぐと、コンピュータ上のソフトウェアを使い自動的に大量の宛先にFAX送信をしたり、自動的にFAXを次々と受信し全部データ化する、などということもでき、FAX利用が盛んだった時代には利用された。

なおアナログ音声回線には公衆交換電話網以外にも、専用線、私設線（利用者が施設内・建物内・敷地などに敷設した電話線）、無線電話などがある。モデムとこうしたアナログ回線を利用して、たとえばPOS装置のデータ集計、自動販売機のリモート情報収集、屋外の道路信号機や標識類とのデータ通信、コンピュータとコンピュータの1対1の接続などといったことができる。電話回線さえつなげばデータ通信が可能になる。機器をサイバー攻撃が行われがちなインターネットから完全に遮断して、セキュリティを確保した状態でデータ通信を行うことができる、完全にプライベートな回線でデータ通信できる、など現在でも意味ある利用法は多々ある。

### 形状
形状には次のようなものがある。
- 単体の箱型（通信用シリアルポート（RS-232C、USBなどを備えたタイプ）
- ドングル型
- カード型（ボード型）（拡張カードやPCカードなどPCのスロットに挿すもの）

## アナログ回線用モデムの歴史

### 世界における歴史
最初に商業的に利用可能になったモデムはBell 103 modemであり、1962年にアメリカのAT&Tから公表されたものである。

### 日本国内の歴史
日本では日本電信電話公社を民営化するため1985年4月に電気通信事業法が制定され、民間企業としての日本電信電話 (NTT) が誕生した。この法令の施行により、それまで省庁が個別に許認可制し、特別の事情だけに許可されていた「日本国内での通信事業」が、広く一般民間企業に開放された。これと同時に「端末の自由化」も行われ、技術基準適合認定を受けた通信機器であれば自由に利用できるようになった。
この端末機器自由化は、アナログ信号の音声通話機器の自由化に加えて、デジタル信号を伝送するデータ通信も自由化された。それまでのデジタル通信は日本電信電話公社が1964年の東京オリンピック目前の1963年末の12月に、国鉄の「みどりの窓口」と日本航空の座席予約システムコンピューターネットワーク接続のために開始したデータ伝送サービスだった。その後、全国銀行データ通信システムでの銀行間における為替業務通信に広がった。
企業間のデータ通信は時代の当然の流れで機器の低価格化に伴い次第に個人レベルでのアーリーアダプターに広がり草の根のパソコン通信では音響カプラによる300bps使用、企業が乗り出してくるころには1200bpsのデータ通信への置き換え、パソコン通信のアクセスポイントへのダイヤルアップ接続、FAX通信をする手段となった。これによりパーソナルコンピュータに接続する電話回線用モデムが普及した。1994年の日本でのインターネット商用化を受けてこれがさらに加速し、当初は外付けだったモデムはパソコンの低価格と相まって、次第に内蔵が主流となった。
モデムはもともとはデジタル信号をアナログ信号に変換し、アナログ通信回線を通じて相手に送り、受信側はそのアナログ信号をモデムでデジタル信号に変換するものである。
しかし、デジタル信号をデジタル回線にそのまま載せるシステムとして1995年には世界に先駆けて日本でデジタル通信のためのISDN回線がサービス開始された。ISDNでは（「モデム」は本来アナログ回線を使うものであったので）それとはっきり区別するために「ターミナルアダプタ (TA)」と呼ばれた。1997年からの常時接続サービスにより一般使用も徐々に広がり、高速通信として使用された。データ通信は64kbps/128kbpsとなった。しかしアナログ加入回線が主流で、モデムのほうも広く一般に使用されつづけ、アナログ回線用モデムとデジタル回線用ターミナルアダプタが共存する時代となった。
2000年頃からADSL・CATVなどのブロードバンド回線が普及しはじめた。ADSLは（一般音声のための）アナログ回線を利用してのデジタル通信であり、ADSL仕様のモデムを利用する。これをADSLモデムという。ADSLは低価格化大容量化し一般に広く普及し、ADSLモデムも広く普及した。（一方、光ファイバー網のデジタル回線も普及し、デジタル回線を利用したデジタル通信が主流となってきた。）
公衆無線LAN接続・モバイルデータ通信定額制・インターネットFAXサービスなどの拡充によりモデムを使う用途は激減し、2000年代後半には、モデムはノートパソコンでも内蔵されないことが一般化した。モデムを利用する人だけカード型モデムを増設して利用するようになった。モデムの代わりにWifiを標準搭載するノートPCが一般化していった。ノートパソコンにカードスロットもなくなり、モデム使用にはUSB接続モデムが使われるようになってきた。
デジタル回線やADSL使用不可の地域（一部の離島など）では、今でも従来型のモデムが使用されている。

## インタフェース

### 接続法

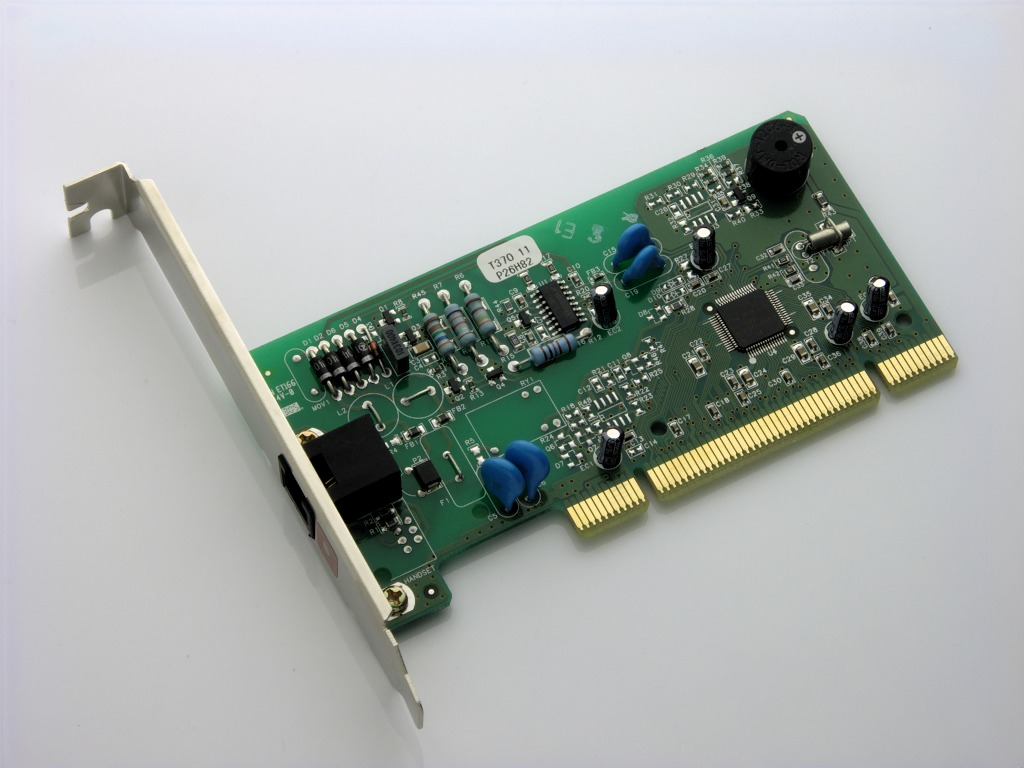
内蔵用PCIモデム

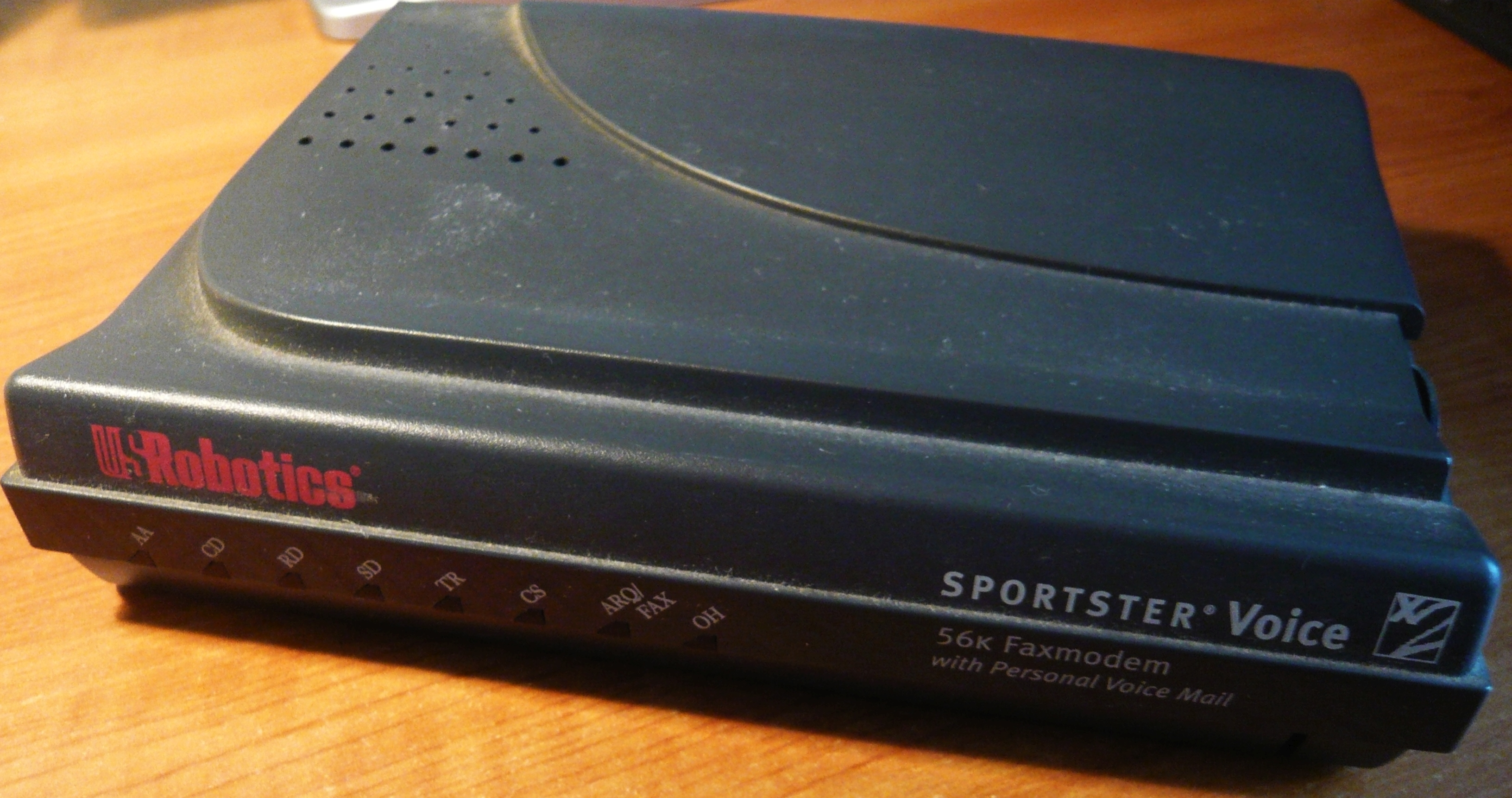
単独の外部モデム

コンピュータやルーターなどとは、古い機種ではRS-232C・RS-422などのシリアルポート、比較的新しい機種ではUSBやExpressCardなどのインタフェースで接続するのが多い。また、パソコン本体に内蔵されたものや、PCIなどの拡張スロットに装着するもの、PCカードタイプのものもある。
ケーブルモデム・ADSLモデムなどの高速なものは、LANポート（イーサネット）で接続するものが多い。
加入電話回線用のモデムの加入者線側は、電話用2線式のモジュラージャック (RJ-11) にモジュラーケーブルで接続する。アナログ電話機は、電話機端子に接続する。

### 通信方式

#### 単方向（単信）
単方向通信のみ可能で、送信側受信側の切り替えのできないもの。

#### 半二重（半複信）
通信方向を切り替えて使用するもので、送信・受信を同時にできないもの。現在でもPOSシステムや、銀行向けの業務用システム（全銀手順）の一部で使われている。G3ファクシミリもこの方式である（制御通信・画像通信とも）。

#### 全二重（複信）
各種複信方式を利用して、送受信を同時に行えるようになっているもの。現在一般的に使用されている。

### 同期方式

#### 非同期モデム
一般的に使われるタイプ。モデムには、同期の機能が無いものである。調歩同期式でビット単位同期、High-Level Data Link Control (HDLC) などのフラグ同期またはキャラクタ同期でブロック単位同期を、データ信号自体で取りながら通信する。同期モデムに比べて、速度と確実性に劣るが、安価である。

#### 同期モデム
一部の業務用で使われるタイプ。端末装置から別々の信号線で送信されたデータ信号と同期信号を、一つの伝送路で送信し、受信側でデータ信号と同期信号を分離し別々の信号線で端末装置に受信させるものである。非同期モデムに比べて、確実で高速な通信が可能であるが、高価である。

## 可聴帯域用のモデム
電話回線の音声周波数帯域 (300 - 3400Hz) をデジタル変調により変復調し、コンピューター等のシリアルポートとデジタル信号（データ）としてやり取りするものである。

### MMモデム
MMとは手動発信・手動着信の略である。通信回線インターフェースと変復調部を一体にまとめたモデム。通信用インターフェース（RS-232Cが多い）と通信回線インターフェース（一般の電話回線が多い）を持ち、1980年代のパソコン通信の登場初期から使われている。音響カプラと異なり回線に直接接続されているので安定性が高い。
回線の制御機能は自動的ではなく、電話機でダイヤル後にモデムにあるボタンやスイッチの操作（以下スイッチ操作）で回線をモデムに切り替える。通信終了時にも同様にスイッチ操作で回線を電話機に戻す。発信（発呼 ORG）側か着信（被呼 ANS）側かの選択もスイッチ操作で行う。複数の通信規格（V.21 300bpsとV.23 1200bps半二重 など）に対応した機種では通信速度の切り替えもスイッチ操作で行う。
- AIWA PV-2123 V.21/V.23[9]

など
のちに着信のみ自動化したMAモデムも登場した。1980年代後半頃から次項のインテリジェントモデムにとって代わられた。

### インテリジェントモデム
NCU・変復調・制御部を一体にまとめたモデム。通信用インターフェースと通信回線インターフェースを持ち、1980年代のパソコン通信の登場初期から使われている。当時は普及機のMMモデムに対し高級機であった。かつては主流であったが、2000年頃から少なくなっている。
次項のソフトモデムと異なり、動作中にCPUに負担をかけることが少なく、安定して動作することや、特別なデバイスドライバがなくても、RS-232Cポートさえ利用できれば通信できるメリットがあり、産業用機器などの組み込みシステムのコンポーネンツに利用されたことも多い。
インテリジェントモデムをモジュール化し、INS1500のような集合回線に一括接続し、通信用インターフェースにネットワークインターフェースを用いた集合モデムは、アクセスポイントに多用された。

### ソフトモデム
ソフトモデムは、モデム側のハードウェアを簡略化し、コンピュータ側のCPUで処理の多くを行うものである。部品点数が少なく・回路が占有する基板面積が狭く・コストが安いため、非動作時には電源を切っても構わない、内部拡張スロット・USB接続・PCカード・コンピュータ内蔵のモデムのほとんどは、このソフトモデムである。
機能の多くをソフトウェアで実現しているため、安価で新規格にソフトウェアの変更のみで対応が可能である。しかし、処理速度・通信速度・安定性の低下の原因となることもある。また、オペレーティングシステムごとにデバイスドライバの開発が必要である。
基本的に一般的なモデム（インテリジェントモデム）の場合、NCUからアナログ信号とデジタル信号の相互変換を行うADC/DACに接続するまでのトランス・アンプ・イコライザなどのアナログ回路と、ADC/DACと接続され変調・復調・圧縮展開・エラー訂正・コマンド処理を司るDSPとシリアルインターフェース回路で構成されている。コンピューター側のCPUがDSPの機能を担当すれば、ハードウエアで必要な部品はNCU・トランス・必要最小限のアナログ回路・ADC/DACになる。特にDSPは高価な部品なので、省略する事で大幅なコストダウンとなる。
シリアルインターフェースも省略され、生のアナログ信号をADC/DAC経由で高速にCPUと入出力するため、FIFOメモリとホストバスインターフェース（ISAやPCI、USB）が使われる。初期のソフトモデムを除き、現在のソフトモデムはアナログ回路からホストバスインターフェースまでの一切をワンチップで構成している。
デバイスドライバはDSPが担当していた処理をエミュレーションし、イコライザ・ゲイン調整・NCUで使用する信号の生成・変調・復調・圧縮展開・エラー訂正・コマンド処理を行い、オペレーティングシステムに仮想シリアルインターフェースの形でインテリジェントモデムが存在するように見せかけている。
初期のソフトモデムは非常に多くのCPUパワーを消費していた。これは当時のCPUがDSP的な命令セットを備えていなかったために、特に変調・復調処理で手間取っていたためである。ダイヤル回線のダイヤルパルスの間隔が乱れ、かけ間違いが起こることもあった。現代のCPUは全般的に処理能力が向上していることに加え、DSP的な命令セットを備え、かつ並列して一度に実行することができることから、ソフトモデムが登場したころに比べるとCPU負荷はかなり軽減されている。
スマートフォンのアプリケーションとしての実装もできる。FAXモデム（次項）を実装することにより、スマートフォンでFAXを送受信することもできるようになる。

### モデムホン
モデムホン（オートホン）は電話機とモデムを一体にした装置。オンフックダイヤル、スピーカ受話、短縮ダイヤルリダイヤル、スピーカ音量調節等の付加機能。通信装置としての機能はモデムに準じる。通信回線インターフェース（モジュラジャック）と通信用インターフェース (RS-232C) を持ち、パソコンからコントロールできる多機能電話とも言える。
但し、モデムを内蔵している電話機のためAC電源アダプタ等により電源を供給する必要がある。

### FAXモデム
FAXモデムは、G3ファクシミリ (ITU-T T.30) の送受信機能を、ATコマンドを拡張して実装したものである。カラーG3 (ITU-T T.30E) などの拡張機能を利用する場合、Class1相当の機能のみを利用することとなる。機械的には、単体モデム・ソフトモデムともに存在する。
1990年代後半より、パーソナルコンピュータと電話網に接続されたファクシミリとの相互通信のために導入されていた。2000年代に入り、業務用のFAXサーバや複合機のFAXインターフェースモジュールとして製造されるものが主となっている。FAXモデムチップセットのシェアはコネクサント社（旧ロックウエル社）が大部分を占めている。EIA-578規格は一度は姿を消したものの、チップセットの価格を安価にする事ができる事、G3以外の規格（カラーG3やスーパーG3など）も使える為、再び2014年現在主流であるEIA-592規格を後退させている。
| TIA EIA規格 | TR-29 Class | 特徴                                                                               | 備考                                           | 制定年 |
| ----------- | ----------- | ---------------------------------------------------------------------------------- | ---------------------------------------------- | ------ |
| EIA-578     | 1           | HDLCフレーム生成のみ実装・他の機能はPC側で実現                                     | HDLCフレーム生成のみ実装・他の機能はPC側で実現 | 1990   |
|             | 2           | G3の送受信制御を実装・PC側は画像圧縮したデータとコマンドとを送りリザルトを受け取る | ドラフト仕様                                   |        |
| EIA-592     | 2.0         | G3の送受信制御を実装・PC側は画像圧縮したデータとコマンドとを送りリザルトを受け取る | 最終仕様に準拠                                 |        |

### ボイスモデム
ボイスモデムは、データ通信と切替または、対応機器間で同時に音声通信が可能なものである。1990年代後半に製造されていたが、2000年代に入りほとんど製造されていない。
| 規格名 | ITU-T勧告名 | 音声通信 | 音声通信                     | 用途                                             | 制定年 |
| 規格名 | ITU-T勧告名 | 方式     | データ通信との競合           | 用途                                             | 制定年 |
| ------ | ----------- | -------- | ---------------------------- | ------------------------------------------------ | ------ |
| ASVD   | V.34Q       | アナログ | 中断して切替                 | 公衆交換電話網を利用した留守番電話・ボイスメール | 1996   |
| DSVD   | V.70        | デジタル | 帯域の一部を利用して同時通信 | 対応機器相互間のテレビ会議・ボイスチャット       | 1996   |

### 通信速度
詳細はを参照。
| ITU-T勧告名 | 複信   | 複信          | 最高通信速度 (bps) | 変調          | 変調         | 変調                                            | 搬送波周波数 (Hz) | 制定年                                                                                         | 備考 |
| ITU-T勧告名 | 2線    | 4線           | 最高通信速度 (bps) | 速度 (baud)   | 最大ビット数 | 方式                                            | 搬送波周波数 (Hz) | 制定年                                                                                         | 備考 |
| ----------- | ------ | ------------- | ------------------ | ------------- | ------------ | ----------------------------------------------- | ----------------- | ---------------------------------------------------------------------------------------------- | --- |
| V.21        | 全二重 |               | 最高300            | 最高300       | 1            | FSK                                             | 1080 ±100         | 1964                                                                                           | G3ファクシミリの制御通信は、この規格の高群信号により75bpsで行われる。 この規格では、着信時のアンサートーン (2100Hz) を出さずに直接高群のマーク信号 (1650Hz) を出しても良い事になっていた。MMモデムでは必然的にこの実装になるが、初期のインテリジェントモデムでもこの実装のものがある。 |
| V.21        | 全二重 | 1750 ±100     | 最高300            | 最高300       | 1            | FSK                                             |                   | 1964                                                                                           | G3ファクシミリの制御通信は、この規格の高群信号により75bpsで行われる。 この規格では、着信時のアンサートーン (2100Hz) を出さずに直接高群のマーク信号 (1650Hz) を出しても良い事になっていた。MMモデムでは必然的にこの実装になるが、初期のインテリジェントモデムでもこの実装のものがある。 |
| V.22        | 全二重 | 1200          | 600                | 2             | QPSK         | 1200 /2400                                      | 1980              |                                                                                                | |
| V.22bis     | 全二重 | 2400          | 600                | 4             | 16QAM        | 1200 /2400                                      | 1984              |                                                                                                | |
| V.23        | 半二重 |               | 600                | 600           | 1            | FSK                                             | 1500 ±200         | 1964                                                                                           | 600bpsの規格（前者）と1200bpsの規格（後者）がある。日本ではナンバーディスプレイの番号通知に利用されている。 オプションで75bpsのバックワードチャネル (420±30Hz) の追加が可能。 この場合は2線式で全二重通信になる                                                                        |
| V.23        | 半二重 | 1200          | 1200               | 1700 ±400     | 1            | FSK                                             |                   | 1964                                                                                           | 600bpsの規格（前者）と1200bpsの規格（後者）がある。日本ではナンバーディスプレイの番号通知に利用されている。 オプションで75bpsのバックワードチャネル (420±30Hz) の追加が可能。 この場合は2線式で全二重通信になる                                                                        |
| V.26        | 半二重 | 全二重        | 2400               | 1200          | 2            | DQPSK (Alternative A) π/4 DQPSK (Alternative B) | 1800              | 1968                                                                                           | |
| V.26bis     | 半二重 |               | 2400               | 1200          | 2            | π/4 DQPSK                                       | 1800              | 1972                                                                                           | V.23同様、オプションで75bpsのバックワードチャネル（420±30HzのFSK）を追加可能。 |
| V.26ter     | 全二重 |               | 2400               | 1200          | 2            | DQPSK                                           | 1800              | 1984                                                                                           | エコーキャンセラ使用 |
| V.27        | 半二重 | 全二重        | 4800               | 1600          | 3            | 8PSK                                            | 1800              | 1972                                                                                           | |
| V.27bis     | 半二重 |               | 4800               | 1600          | 3            | 8PSK                                            | 1800              | 1976                                                                                           | G3ファクシミリの画像通信。 V.23同様、オプションで75bpsのバックワードチャネル（420±30HzのFSK）を追加可能。 |
| V.27ter     | 全二重 |               | 4800               | 1600          | 3            | 8PSK                                            | 1800              | 1976                                                                                           | |
| V.29        | 半二重 | 全二重        | 9600               | 2400          | 4            | 16APSK                                          | 1700              | 1976                                                                                           | G3ファクシミリの画像通信（オプション） |
| V.32        | 全二重 |               | 9600               | 2400          | 4            | 16QAM                                           | 1800              | 1984                                                                                           | |
| V.32bis     | 全二重 | 14400         | 6                  | 2400          | TCM 128QAM   | 1991                                            | 1800              |                                                                                                | |
| V.33        |        | 14400         | 6                  | 2400          | TCM 128QAM   | 全二重                                          | 1800              | 1988                                                                                           | |
| V.17        | 半二重 | 14400         | 6                  | 2400          | TCM 128QAM   |                                                 | 1800              |                                                                                                | G3ファクシミリの画像通信（オプション） |
| V.34        | 全二重 |               | 28800              | 3200          | 10.7         | TCM 960QAM                                      | 1800              | 1994                                                                                           | スーパーG3ファクシミリ 1996年に改定 |
| V.34        | 全二重 | 33600         | 3429               | TCM 1664QAM   | 10.7         | 1996                                            | 1800              |                                                                                                | スーパーG3ファクシミリ 1996年に改定 |
| V.90        | 全二重 | ISDN→アナログ | ISDN→アナログ      | ISDN→アナログ | TCM PCM      | 8000 サンプリング                               | 1998              | 中継回線がISDN化されており、通信相手がISDNで接続されている場合 アナログ回線側の交換機でD/A変換 | |
| V.90        | 全二重 | 56000         | 8000               | 7             | TCM PCM      | 8000 サンプリング                               | 1998              | 中継回線がISDN化されており、通信相手がISDNで接続されている場合 アナログ回線側の交換機でD/A変換 | |
| V.90        | 全二重 | アナログ→ISDN | アナログ→ISDN      | アナログ→ISDN | TCM 1664QAM  | 1800                                            | 1998              | 中継回線がISDN化されており、通信相手がISDNで接続されている場合 アナログ回線側の交換機でD/A変換 | |
| V.90        | 全二重 | 33600         | 3429               | 10.7          | TCM 1664QAM  | 1800                                            | 1998              | 中継回線がISDN化されており、通信相手がISDNで接続されている場合 アナログ回線側の交換機でD/A変換 | |
| V.92        | 全二重 | ISDN→アナログ | ISDN→アナログ      | ISDN→アナログ | TCM PCM      | 8000 サンプリング                               | 2000              | 中継回線がISDN化されており、通信相手がISDNで接続されている場合 アナログ回線側の交換機でD/A変換 | |
| V.92        | 全二重 | 56000         | 8000               | 7             | TCM PCM      | 8000 サンプリング                               | 2000              | 中継回線がISDN化されており、通信相手がISDNで接続されている場合 アナログ回線側の交換機でD/A変換 | |
| V.92        | 全二重 | アナログ→ISDN |                    |               | TCM PCM      | 8000 サンプリング                               | 2000              | 中継回線がISDN化されており、通信相手がISDNで接続されている場合 アナログ回線側の交換機でD/A変換 | |
| V.92        | 全二重 | 48000         | 8000               | 6             | TCM PCM      | 8000 サンプリング                               | 2000              | 中継回線がISDN化されており、通信相手がISDNで接続されている場合 アナログ回線側の交換機でD/A変換 | |

FSK変調を採用した規格は、Bell 103を除き低群・高群ともマーク(1)信号が低位、スペース(0)信号が高位である。FSK以外の変調を採用した規格では、同じシンボルが連続すると搬送波に変化がなくなり復調に支障をきたすため、一定のアルゴリズムでマークとスペースを入れ替える処理が行われる。これをスクランブルという。
2400bps以上の速度のものは、後述のMNPやLAPMによる圧縮を行うことから、パソコンとモデム間の通信速度は、回線上の通信速度よりも高く設定することがほとんどである。この場合、RS-232CのRS・CS信号のオン・オフでフローコントロールを行う。
V.90/V.92
V.90は中継回線がISDN化されており、通信相手がISDNで接続されているのを前提に、ISDN→アナログ回線の通信に、デジタルデータをサンプリング周波数8kHz・量子化ビット数7ビットのPCM信号として伝送することにより最高56,000bpsを達成できる規格である。ISDN側からはデジタルデータのまま伝送し、アナログ回線側の交換機でD/A変換する。サンプリング周波数8kHzである電話回線での理論上の上限である8000baudに達した。サンプリング周波数は動的に変化し、通信速度は1,333.3bps (4000/3) 刻みである。なお、アナログ→ISDNはV.34と同様の33,600bpsまでである。
K56flexやX2も似たような規格であるが互換性はない（K56flexは速度が2,000bps刻みである等）。
V.92ではアナログ→ISDN方向をサンプリング周波数8kHz・量子化ビット数6ビットのPCM信号として伝送することにより、最高48,000bpsを達成できる規格である。アナログ回線側の交換機でA/D変換する。ISDN→アナログ方向はV.90同様に最高56,000bpsである。さらに、2対のモデムを用いて更なる高速化（最高で2倍）を図る事も可能である。
なお、アナログ回線用のV.92モデム同士ではV.92で応答せずV.34での通信になるため、最高速度は33,600bpsである。

Bell規格
Bell規格は北米で普及した。元々はAT&T製モデムの商品名である。Bell 103、Bell 202、Bell 212Aなどがある。高速通信の規格はなくITU-Tの規格を使用する。
ITU-Tの規格との違いは、着信時のアンサートーンがBell 103の高群のマーク信号 (2225Hz) である点である。
Bell 103やBell 202は有線通信の他、パケット通信などでも使用された。
Bell 103
Bell 103（1962年発売）は300bps、全二重の規格である。1958年発売、110bpsのBell 101を改良したもの。搬送波周波数は1170±100Hzおよび2125±100HzのFSKであるが、低群・高群ともV.21とは逆にマーク信号が高位、スペース信号が低位である。
Bell 212A
Bell 212Aは1200bps、全二重の規格である。1200Hzおよび2400HzのQPSKである点はV.22と同じであるが、スクランブルのアルゴリズムが異なり互換性はない。
Bell 202
Bell 202は1200bps、半二重（4線式では全二重）の規格である。1700±500HzのFSKである。北米で、日本のナンバーディスプレイに相当するCaller IDの番号通知に使用されている。オプションで、5bps（387HzのASK）または150bps（437±50HzのFSK）のバックワードチャンネルを追加できる。

HST Dual Standard
HSTはUS Roboticsにより16,800bpsでの通信を実現したものである。V.FC/V.34の16,800bpsとは互換性がない。普及せずローカルな実装となった。Dual StandardとはHSTとV.32bisの両方に対応するという意味である。
V.32terbo
AT&TによりV.32bisをさらに発展させ、19,200bpsでの通信を実現したものである。V.FC/V.34の19,200bpsとは互換性がない。これも普及せずローカルな実装となった。
V.FC
別名V.FAST。V.34以前に28,800bpsでの通信を実現した。V.34の制定が遅れたため、前二者より普及した。V.34にある送信と受信で異なる速度を利用する実装はない。接続から通信開始までの時間がV.34より長い。V.34とは互換性がないが、V.34対応機種の多くがV.FCにも対応している。

### Microcom Networking Protocol
MNP (Microcom Networking Protocol) は、アメリカMicrocom（マイクロコム）社が提唱した、モデム用のデータ圧縮とエラー訂正のための規格の総称。第三者組織によって標準化された規格ではないが、一部の規格は内容が一般に公開されたことと、実際にMicrocom Networking Protocolを搭載したマイクロコム社のモデムの伝送品質が優れていた事から普及した。クラス1から10までクラス分けがされており、上位のクラスは下位のクラスの機能をすべて含んでいる。ほかの通信プロトコルと組み合わせて使用される。
クラス毎の特徴は以下の通り。
クラス1
非同期半二重通信を行う。
クラス2
非同期全二重通信を行う。
クラス3
同期型通信を行う。スタートビット、ストップビットを送らないことからスループットは非同期無手順通信の110%程度になる。
クラス4
回線品質に応じてパケット長を自動設定する。また、送受信されるデータからコントロールビットの重複を取り除くことでスループットは非同期無手順通信の120%以上になる。
クラス5
ランレングス圧縮とハフマン符号によるデータ圧縮を行う。スループットは200%となる。
クラス6
通信量に応じて全二重通信を2倍の半二重通信として使う手法および通信速度の自動設定。
クラス7
ファースト・オーダ・マルコフモデルによるハフマン符号データ圧縮をおこなう。スループットは約300%。
クラス9
データ・パケットにACKを付加するPiggy Back Askingと指定したデータ・パケットのみを再送要求できるMultiple Selective Negative Ackに対応する。
クラス10
移動体通信など用の、伝送路の状態変化により通信速度やパケットサイズを調節し、再送信などを減らして送信効率を上げるもの。
なお、クラス8は欠番である。

### LAPM・V.42bis
ITU-T標準プロトコルで規定された、エラー訂正とデータ圧縮の方式。エラー訂正はMNP4と互換。「V.42bis」はBTLZ (British Telecom Lempel-Ziv) 方式を採用したデータ圧縮の規格であり、CCITT（当時）が1989年11月に勧告したもの。MNP5の圧縮率が1.6 : 1であったのと比較して2.45 : 1程度と、圧縮効が高い。2400bps以上のモデムで広く使われた。

### 網制御装置
網制御装置（もうせいぎょそうち）は、NCU (Network Control Unit) とも呼ばれる、一般加入者回線に接続するために、交換機に対し回線の接続・相手側の電話番号の通知・切断・通信先等の変更等の処理を行う機器である。
初期のものは、電話機の形状をしており、回線接続などの動作は手動でダイヤルしたり、回路を切り替えたりしていたが、後に、コンピュータからの制御により自動発信、自動着信などもできる様になった。
初期段階では、NCUから制御用信号専用のケーブルでモデムに接続されていたが、後にモデムと一体化された機器が登場する。ヘイズATコマンドという業界標準のコマンドを搭載したモデムが登場してからは、専用ケーブルを介して制御する必要がなくなり、制御コードの標準化と通信回線接続のモジュラジャック化に伴い、一般のパソコン通信などでも使えるようになった。

### ヘイズATコマンド

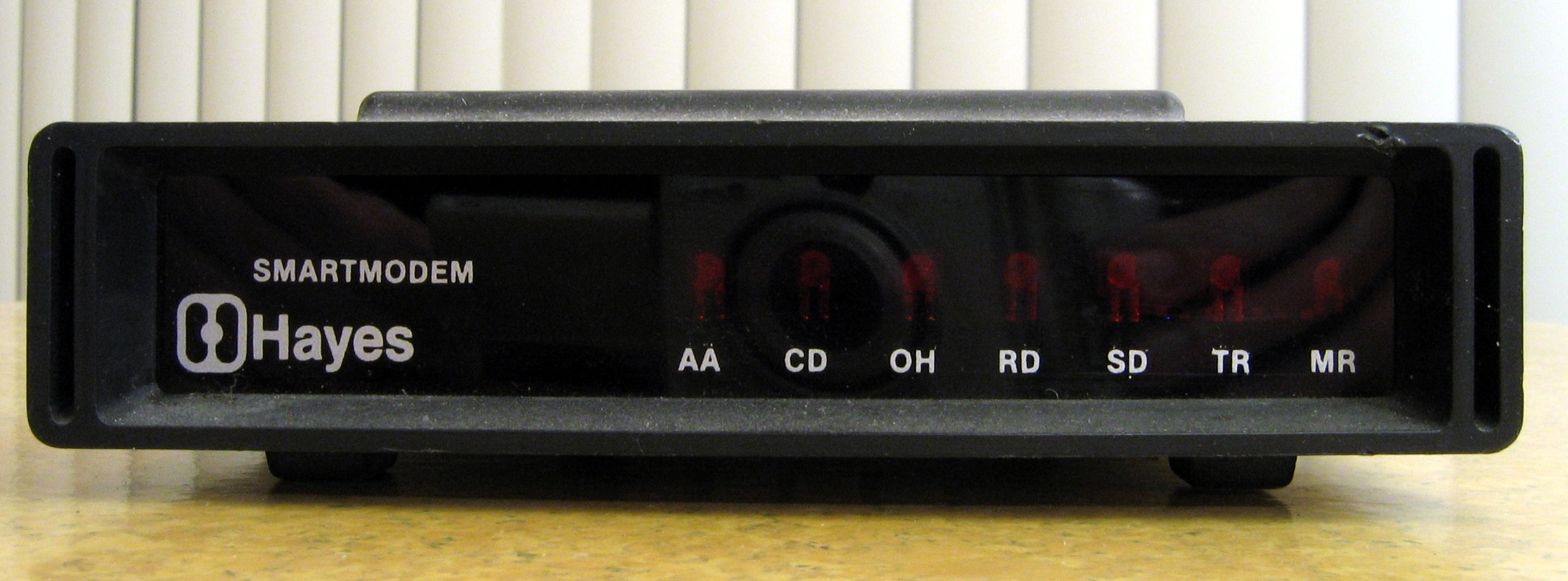
Hayes社の300bpsモデム Smartmodem（北米向け）

ヘイズATコマンドとは、アメリカのHayes Microcomputer Products社が開発したインテリジェントモデムのコマンド体系で、ATtentionの略である、「AT」でコマンドが始まることからこう呼ばれる。AやTは小文字でも良いが、AとTとの間に他のコードが入るとATコマンドとは認識されない。
ヘイズ以外のモデムメーカーも同コマンド体系を採用したため業界標準となったが、各社の独自の拡張がされた部分には互換性がないこともある。
端末からの命令を「コマンド」、モデムからの応答を「リザルトコード」と呼ぶ。
RS-232は最下位ビットから送信するので、8-N-1（8データビット、パリティビットなし、1ストップビット）のラインパターンは 
0100000101 0001010101（スタート、ストップビットを斜体）でATコマンドは、次のようなビットストリームから始まる。
8bit、パリティなし、ストップビット1bitの場合
A|0s|1|0|0|0|0|0c|1|0x|1s| T|0s|0|0|1|0|1|0c|1|0x|1s| /|0s|1|1|1|1|0|1|0|0x|1s|
a|0s|1|0|0|0|0|1c|1|0x|1s| t|0s|0|0|1|0|1|1c|1|0x|1s|
ヘイズATコマンドを採用するモデムはDCE - DTE間の速度及びフォーマットを自動判定する機能を備えている場合が多い。このATというデータを受信したと仮定し、最初の1の後の5個の0の後に現れる1までの時間を測定することで速度 (bit per second) を測定できる。その次の0 (0x) が現れるかどうかで、現れなければ7bitパリティなしと、0ではなく1が現れた場合は7bit奇数パリティであると判定できる。0が現れた場合は7bit偶数パリティと8bitパリティなしの可能性がある。その場合、AとTでは1の個数が異なるため、Tのパリティビットを見ることでどちらなのか判定できる。実際の実装は、AやTが小文字であった場合 (0c=1) を考慮してある、ストップビット長をAの後にくるTとの間で判断するなど、若干複雑である。なお、A/は直前の操作を繰り返すコマンドである。

### ITU-T V.25bis
ITU-Tが定めたモデムのコマンド体系。ヘイズATコマンドはモデムによって独自の拡張が行われており、通信するにあたってモデムを何らかの形で識別しなければならないが、V.25bisではシリアルインターフェースの制御状態からコマンドとその手順が厳密に定義されており機種依存の問題はほとんどない。ルーターなどに接続されることを前提としたモデムで採用されている。コンシューマー向けの製品では一時期V.25bisとヘイズATコマンドの両方をサポートしていたが、現在ではV.25bisをサポートしていない製品がほとんどである。

## 無線モデム

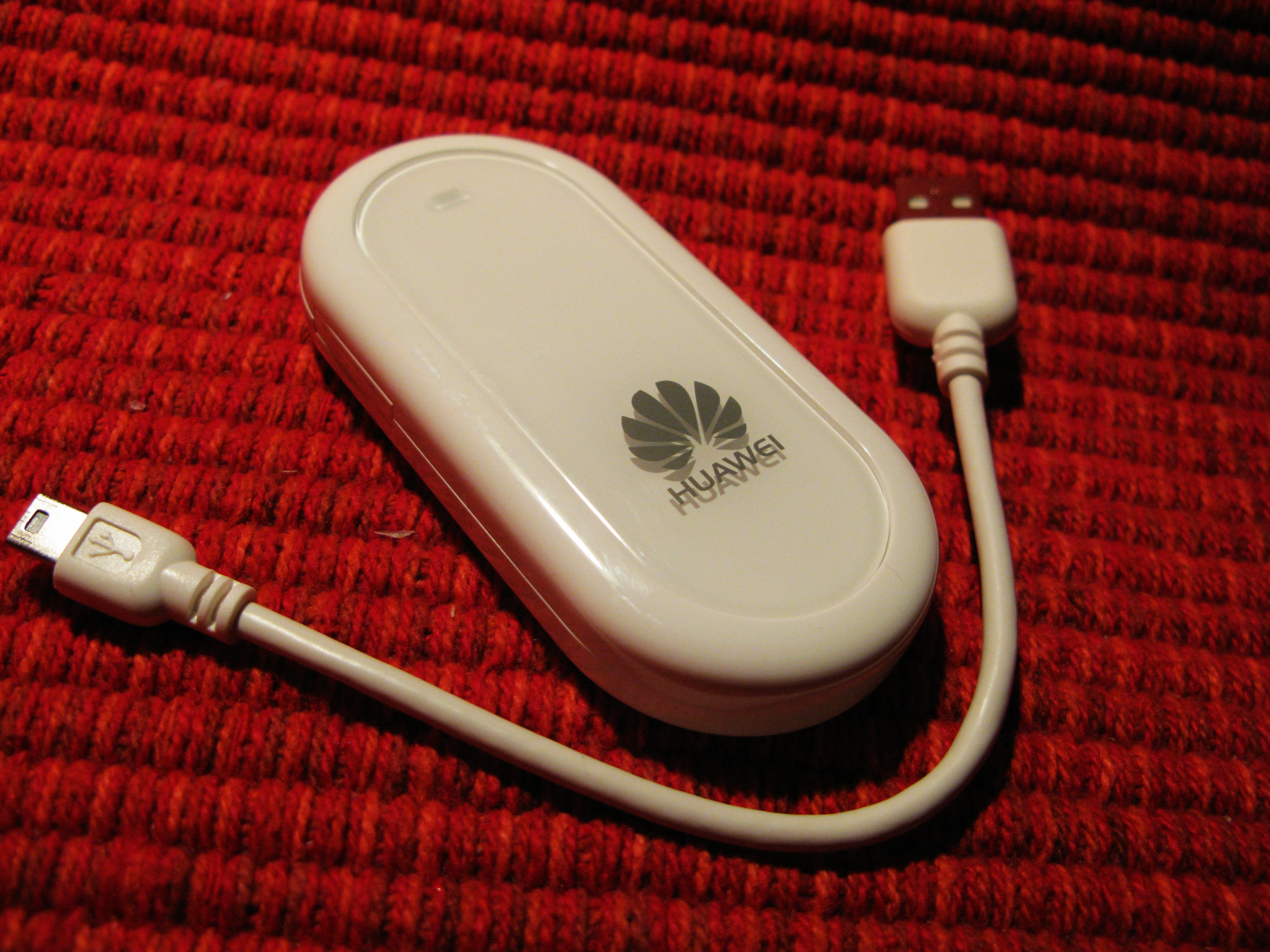
Huawei CDMA2000 Evolution-Data Optimized USB ワイヤレスモデム

無線モデム、ワイヤレスモデム (wireless modem) とは、無線通信回線を伝送路に使用するモデムである。ブロードバンドインターネット接続のものは、モバイルモデム (Mobile modem)、ポータブルモデム (portable modem) と呼ぶこともある。
IPの仮想LANカード・ルーター・ブリッジとして振る舞うものは、「モデム」と言うよりは「（通信）アダプタ」などと呼ばれる事も多い。
汎用の無線デバイスとして多様な使い方が可能なBluetoothも無線モデムの一種と言える。
2000年代より電波帯域の有効活用のため、2G携帯電話やPHSのように、音声をアナログ-デジタル変換してナローバンド無線モデムでデジタル伝送することが一般的になっていた。また、2000年代後半より第3世代移動通信システム (3G) ・Wimaxなどの広帯域無線アクセスや、Wi-Fiアクセスポイントなどが普及し始める。
2010年代より、第3.5世代携帯電話 (3.5G)、おくれて第3.9世代携帯電話 (3.9G) が普及し始めている。特に3.9G (LTE) は形式の差こそあれ基盤技術は同じLTEであり、3.5Gまで見られた規格争いは沈静化し一本化が見られる。3.9G (LTE) は2010年代末に掛けて本格的に普及した。
2020年代に掛けて第4世代携帯電話 (4G)、第5世代携帯電話 (5G) の普及が展望されている。
移動体通信ネットワーク以外を使用するものとして、小出力のFMラジオ波を使用したり、ISM帯である2.4GHz帯や、特定小電力無線を使用する無線モデムがある。後者の無線モデムは、ホストと通信ポート等で直接接続したり、イーサネットブリッジとして機能する物もある。2.4GHz帯の無線モデムは免許が不要でかつ高速通信ができるスペクトラム拡散を用いた物が主である。アマチュア無線におけるターミナルノードコントローラ (TNC) が、モデムを内蔵したデータリンク装置に該当する。ただしTNCがモデムと呼ばれることは少ない。

## 衛星モデム
通信衛星を利用した、デジタル通信に用いられるもの。多元接続の機能を持つものが多い。

## ケーブルモデム・ADSLモデムなど

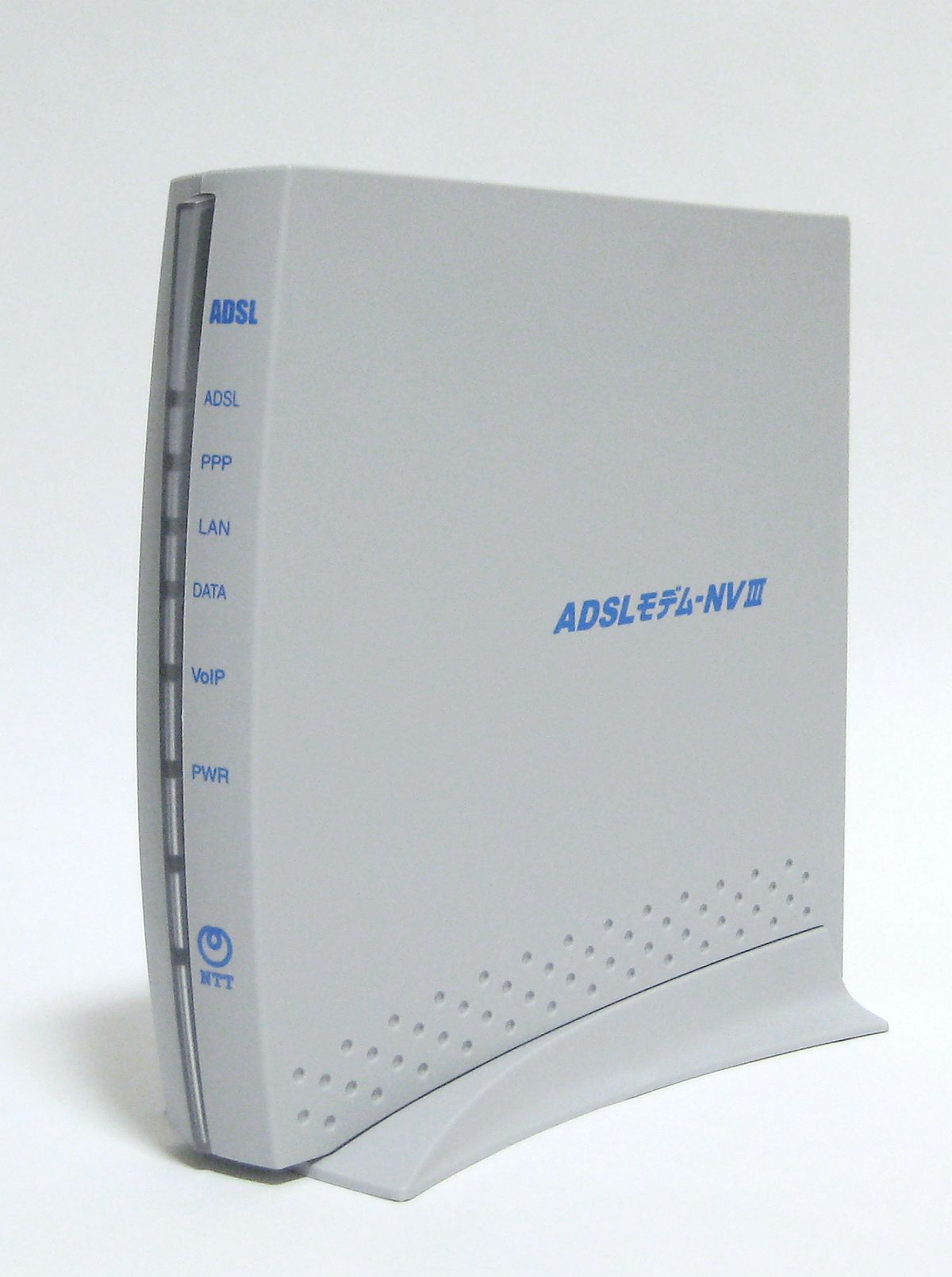
ADSLモデム

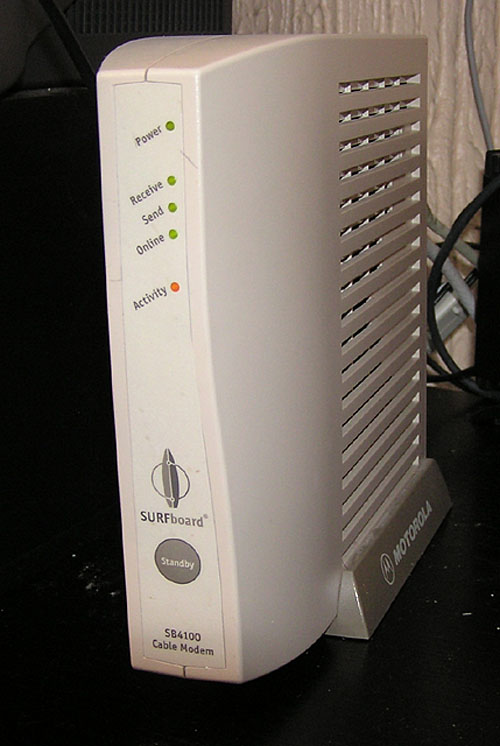
ケーブルモデム

ブロードバンドインターネット接続などの高速デジタル通信用のモデム。コンピュータ等とは、LANポート（イーサネット）でPPPoE等によるブリッジ接続、あるいはルーターに内蔵されてルータ接続するものが多い。
- ケーブルモデム : DOCSIS、c.LINK（英語版）など。
- デジタル加入者線用モデム : ADSLモデム、VDSLモデムなど
- HomePNA、PLCなどのモデム

## 光モデム
従来のアナログモデムより高速性と、ノイズへの耐性を高めるなどの安定性を目的としたモデム。RS-232Cなどのシリアルインターフェースを半導体レーザー光に変換して、光ケーブルを用いて通信する。用途はNTTがサポートするアナログ回線の内、特定回線によるものとほぼ同じで、アナログの専用線からの置き換えが進んでいる。